# شرکت گسترش الکترونیک ایران
شرکت گسترش الکترونیک ایران یک شرکت سهامی خاص است که در سال ۱۳۸۰ در ایران ثبت شده‌است و کنسرسیومی از مالکان ایرانی ایرانسل محسوب می‌شود.

## مالکیت سهام ایرانسل
این شرکت تنها شریک ایرانی گروه ام‌تی‌ان در ایرانسل است و مالکیت ۵۱٪ از سهام آن را در اختیار دارد. بر اساس پروانه صادرشده برای ایرانسل در زمان تأسیس، مقرر شده بود شرکت گسترش الکترونیک ایران در راستای خصوصی‌سازی نهایتاً ظرف ۴ سال، ۲۱٪ از سهام متعلق به خود را در بورس اوراق بهادار تهران عرضه کند اما این امر هیچ‌گاه محقق نشد.

## سهامداران
این شرکت تحت کنترل بنیاد مستضعفان انقلاب اسلامی و وزارت دفاع و پشتیبانی نیروهای مسلح قرار دارد که از طریق  صنایع الکترونیک ایران، بر آن تملک دارند.

## تحریم
وزارت خزانه‌داری آمریکا در ۱۸ نوامبر ۲۰۲۰ شرکت گسترش الکترونیک ایران یکی از زیرمجموعه‌های بنیاد مستضعفین را به همراه کلیه شرکت‌های زیرمجموعه بنیاد مستضعفین که به نظام جمهوری اسلامی فرصت سرکوب داده تحریم کرده است.